# Wish You Were Here
Wish You Were Here (с англ. — «Жаль, что тебя здесь нет») — девятый студийный альбом английской рок-группы Pink Floyd, выпущенный в сентябре 1975 года. Материал для пластинки собирался в ходе концертного тура по Европе, а запись после множественных сессий была произведена в лондонской студии Эбби Роуд (Студия 3).
Wish You Were Here затрагивает темы отчуждения, проблемы музыкальной индустрии и личность бывшего участника группы Сида Барретта, покинувшего коллектив из-за нестабильного психического состояния, вызванного употреблением наркотиков. Первые сессионные записи давались тяжело и проходили в напряжённом режиме, концепцию альбома предложил Роджер Уотерс, решив разделить главную композицию «Shine On You Crazy Diamond» на две части и добавить к ней ещё три новые песни. Заглавная песня явилась данью уважения к Барретту, который по иронии судьбы экспромтом посетил студию прямо во время записи. Визит оказался настолько неожиданным, а внешность музыканта так сильно изменилась, что участники группы не сразу признали в нём своего старого товарища.
Как и в предыдущей своей работе — альбоме The Dark Side of the Moon, музыкантами использовались различные студийные эффекты и синтезаторы. На роль вокалиста в песне «Have a Cigar» специально был приглашён Рой Харпер. Оформителем обложки альбома снова выступил Сторм Торгерсон, разработкой оригинального дизайна занималась студия Hipgnosis. Презентация прошла на музыкальном фестивале в городе Небворт (графство Хартфордшир), несколькими месяцами позже, в сентябре, состоялся релиз. Сразу же с момента издания альбом стал настолько популярным, а спрос на него оказался настолько больши́м, что звукозаписывающая компания EMI не успевала штамповать копии пластинки для всех желающих её приобрести. Удостоившись смешанных отзывов, журналом Rolling Stone альбом всё же был поставлен на 209-е место в списке пятисот величайших альбомов всех времён. Ричард Райт и Дэвид Гилмор назвали Wish You Were Here своим любимым альбомом, записанным в составе Pink Floyd.

## Предыстория и концепция
В 1974 году музыканты активно гастролировали по Англии и Франции, организовывая множество концертов в поддержку изданного годом ранее альбома The Dark Side of the Moon. В это время в репертуаре Pink Floyd появились три новые песни «Raving and Drooling», «Gotta Be Crazy» и «Shine On You Crazy Diamond», которые в ходе тура активно исполнялись и должны были стать основой будущей пластинки. Участники группы не приглашали журналистов, не давали интервью и вообще старались дистанцироваться от прессы. Сложные взаимоотношения со средствами массовой информации в основном были продиктованы циничными и желчными статьями, написанными Ником Кентом и Питом Ирскином (англ. Pete Erskine), обозревателями музыкального журнала New Musical Express — журналисты подвергали жесточайшей критике весь новый материал, записанный без участия Сида Барретта. В первую неделю нового 1975 года музыканты вернулись на студию Эбби Роуд и приступили к работе.
Концепция альбома Wish You Were Here была общим делом, тексты Уотерса отразили его беспокойство по поводу утраты атмосферы товарищества и братства, сопровождавшей группу на раннем этапе развития. Альбом начинается с протяжённой инструментальной преамбулы, звучащей восемь минут тридцать секунд, и только после неё следует текст песни «Shine On You Crazy Diamond». Песня, главным образом, посвящена Сиду Барретту, который из-за проблем с наркотиками и психическим здоровьем несколькими годами ранее был вынужден группу покинуть. С помощью музыки и текстов Уотерс хотел передать всю грусть, связанную с отсутствием Барретта, назвал его «безумным бриллиантом» (англ. Crazy Diamond).
Альбом также критикует устоявшийся музыкальный бизнес. Сразу после «Shine On» следует песня «Welcome to the Machine», которая начинается звуком открывающейся двери автомобиля, что символизирует, как считает Уотерс, музыкальные открытия и находки, подло преданные жадной до денег индустрией. Песня заканчивается звуками шумной вечеринки, что по мнению автора указывает на «недостаточность отношений и истинных чувств между людьми». Композиция «Have a Cigar» подобным же образом выказывает презрение к «денежным мешкам» звукозаписывающих компаний, присутствующая в ней лирика изобилует характерными аллегориями и клише, например, «мы сбились со счёта» (англ. we can hardly count), «мы называем это загребанием денег» (англ. we call it riding the gravy train) и «кстати, который из вас Пинк?» (англ. oh by the way, which one’s Pink?) — вопрос, задаваемый участникам группы при каждом удобном случае. Текст песни «Wish You Were Here» описывает не столько удручающее состояние Барретта, сколько развитие личности Уотерса, как утверждал сам автор, она о «противоборстве двух сторон» его собственного противоречивого характера: сострадающего идеалиста и «хваткого, алчного, эгоистичного парнишки, который мечтает дорваться до сладостей и все их съесть»; образ «стального рельса» (англ. steel rail) был взят из песни Барретта «If It’s In You» с альбома The Madcap Laughs. Пластинка заканчивается репризой к «Shine On» и инструментальной партией в финале.

## История записи
Сведением предыдущего альбома группы занимался Алан Парсонс, штатный звукорежиссёр компании EMI, но в этот раз он отказался от участия в проекте (в основном из-за успеха своей собственной группы The Alan Parsons Project). Поэтому музыкантам пришлось работать с Брайаном Хамфрисом (англ. Brian Humphries), который до этого уже дважды сотрудничал с Pink Floyd: первый раз в 1969 году при записи саундтрека к фильму More и второй раз в 1974-м, когда на одном из концертов заменил недостаточно квалифицированного звукоинженера. Хамфрис был вполне компетентным специалистом, однако на студии Эбби Роуд он оказался впервые, и из-за этого в процессе сведения возникли некоторые трудности. Самое курьёзное из происшествий приключилось на раннем этапе записи, когда по невнимательности он испортил все фонограммы для песни «Shine On You Crazy Diamond», которые Уотерс и Мэйсон доводили до идеала на протяжении многих часов. Бо́льшая часть композиций оказалась зашумлённой эхом, поэтому пришлось всё переписывать заново.
Приступив к работе на «студии 3», группа с самого начала столкнулась с проблемой переработки накопившегося материала — предыдущий успешный альбом The Dark Side of the Moon опустошил всю четвёрку музыкантов как физически, так и эмоционально. Говоря о первых сессиях, Ричард Райт охарактеризовал происходящее «началом неясности», а Роджер Уотерс назвал это время «мучительным». Барабанщик Ник Мэйсон считал процесс многодорожечной записи затянувшимся и утомительным, в то время как Дэвид Гилмор вообще скорее был заинтересован в усовершенствовании уже существующего материала, нежели в написании чего-нибудь нового. Кроме того, всё сильнее и сильнее осложнялись отношения между ним и Мэйсоном, который из-за несостоявшейся свадьбы пребывал в состоянии апатии — отрешённость и разочарование существенно сказывались на манере его игры. Мэйсон также отметил, что тогдашнее состояние Pink Floyd весьма точно определила грубая разоблачительная статья Ника Кента, опубликованная в журнале New Musical Express, эта критика сильно повлияла на музыкантов и, возможно, именно она удержала группу от распада.

Это было весьма тяжёлое время, должен сказать. Все детские мечты вроде как исполнились, наши записи по всему миру продаются наилучшим образом, и мы можем позволить себе всё, что угодно. Женщины, деньги, слава и всё из этого вытекающее … всё само собой шло к нам в руки, поэтому пришлось переоценивать себя в соответствии с текущим положением вещей, ситуация была довольно неясной, и некоторое время все находились в растерянности …
Оригинальный текст (англ.)It was a very difficult period I have to say. All your childhood dreams had been sort of realized and we had the biggest selling records in the world and all the things you got into it for. The girls and the money and the fame and all that stuff it was all … everything had sort of come our way and you had to reassess what you were in it for thereafter, and it was a pretty confusing and sort of empty time for a while …
— Дэвид Гилмор
Тем не менее, после нескольких недель застоя Уотерс всё-таки начал воплощать в жизнь новые идеи. Три композиции, родившиеся в ходе тура 1974 года, были отличным стартом для записи альбома, а песня «Shine On You Crazy Diamond» так и просилась стать главным звеном в концепции новой пластинки. В большей степени являясь инструментальной, эта песня представляла собой двадцатишестиминутный трек наподобие «Echoes» и начиналась четырёхнотной гитарной партией, напоминавшей Уотерсу о «томительном призраке» бывшего участника Pink Floyd Сида Барретта. Гилмор сочинил эту фразу [четырёхнотную] совершенно случайно, но был поощрён положительным отзывом Уотерса. Уотерс решил разделить главную звуковую дорожку пополам, а все остальные песни поместить между двумя её частями. Гилмор был против этого, однако ему пришлось смириться, так как двое других членов группы задумку поддержали.
Песни «Welcome to the Machine» и «Have a Cigar» содержали в себе завуалированную критику музыкальной индустрии, кроме того, их текст специально писался в той же манере, что и «Shine On» — таким образом Уотерс стремился намекнуть на причины взлёта и падения Барретта: «Потому что я хотел подобраться как можно ближе к тому, что почувствовал … эдакой невыразимой, неотвратимой меланхолии по поводу исчезновения Сида» (англ. Because I wanted to get as close as possible to what I felt … that sort of indefinable, inevitable melancholy about the disappearance of Syd). Запись продолжалась более семи месяцев с двумя перерывами: один в апреле 1975 года, другой в июне. Песням «Raving and Drooling» и «Gotta Be Crazy» в новом альбоме места не нашлось, поэтому они были отложены до будущих релизов.

### «Безумный бриллиант»
Наиболее запоминающееся событие в ходе записи произошло 5 июня 1975 года, когда студию неожиданно посетил Сид Барретт (как раз на этот день было запланировано празднование свадьбы Гилмора). К тому времени музыканты уже заканчивали альбом и готовились отправляться во второй в этом году тур по США. Группа работала над заключительным вариантом песни «Shine On», когда на пороге студии внезапно появился полный человек с выбритой наголо головой (включая брови), держащий в руке полиэтиленовый пакет. Участники Pink Floyd не видели Барретта более пяти лет, и его внешность так сильно изменилась, что никто из присутствующих его не узнал. Уотерс не обратил на посетителя никакого внимания, Райт подумал, что этот человек — друг Уотерса, но спустя некоторое время всё же понял, что это Барретт. Гилмор при встрече предположил, что это один из технических работников компании EMI, Мэйсон также не признал старого друга и был шокирован, когда Гилмор сказал ему. В своей книге «Вдоль и поперек: Личная история Pink Floyd» 2005 года Мэйсон характеризует речь Барретта как «несвязную и не вполне осмысленную». Сторм Торгерсон позже описал встречу Барретта так: «Два или три человека плакали. Он присел и некоторое время говорил с остальными, но было понятно, что мысли его на самом деле не здесь» (англ. Two or three people cried. He sat round and talked for a bit but he wasn’t really there).
Уотерс был крайне огорчён внешним видом своего бывшего товарища по группе, и находившийся на студии менеджер Эндрю Кинг задал вопрос о лишнем весе. Барретт ответил, что у него на кухне стоит большой холодильник, и он ест очень много свиных отбивных. Вместе с группой он прослушал «Shine On You Crazy Diamond», сидя неподвижно до конца песни. Дослушав, Барретт сказал (несмотря на то, что альбом был уже практически завершён), что если понадобится, то он всегда готов помочь. Позже он присоединился к гостям, празднующим свадьбу Гилмора, и, побыв некоторое время в кафетерии, не попрощавшись, ушёл. Последний раз в студии Эбби Роуд Сида видел технический инженер, Фил Тейлор, которому тот представился как «человек, ищущий лифт». С тех пор никто из участников Pink Floyd Барретта не видел, вплоть до его похорон в 2006 году. Альбом к тому времени был уже практически закончен, поэтому внезапное появление Сида Барретта не оказало влияния на музыку и текст. Единственно только, в конец диска была добавлена мелодия из песни «See Emily Play», наигрываемая Райтом в течение нескольких секунд.

Я очень грущу о Сиде. Конечно, он был очень важен для нас, и группа никогда бы не смогла начать без него, поскольку им был написан весь <первоначальный> материал. Она не могла бы состояться без него, но, с другой стороны, нельзя было и продолжать вместе с ним. <Песня> «Shine On» на самом деле не о Сиде — он стал эдаким символом крайнего отчуждения, которому предаются некоторые люди, потому что это единственный способ для них вынести весь этот чёртов мрак — современную жизнь — и полностью устраниться. По-моему, это очень печально.
Оригинальный текст (англ.)I’m very sad about Syd. Of course he was important and the band would never have fucking started without him because he was writing all the material. It couldn’t have happened without him but on the other hand it couldn’t have gone on with him. «Shine On» is not really about Syd — he’s just a symbol for all the extremes of absence some people have to indulge in because it’s the only way they can cope with how fucking sad it is, modern life, to withdraw completely. I found that terribly sad.
— Роджер Уотерс

### Инструменты
Также как и в The Dark Side of the Moon музыкантами во время записи главным образом применялись различные синтезаторы (например, EMS VCS 3 в песне «Welcome to the Machine»), разбавленные акустической гитарой Гилмора и ударными установками Мэйсона. Начало «Shine On» содержит фрагменты прошлых нереализованных студийных записей группы, известных под названием «Household Objects». В основе этого проекта лежало извлечение специфичного звука посредством использования бокалов для вина, заполненных разным количеством жидкости. Сначала по кромке каждого из бокалов провели пальцем, создав из получившихся звуков гамму, а затем в определённой последовательности добавили их во вступление к «Shine On».
Джазовый скрипач Стефан Граппелли и скрипач классической музыки Иегуди Менухин работали в соседней студии здания и были приглашены принять участие в записи небольшого фрагмента нового альбома. Менухин в итоге лишь смотрел как играет Граппелли — музыканты сочли его стиль неуместным в общей концепции данной пластинки. Граппелли не был упомянут в титрах (участники группы побоялись, что подобное может его оскорбить), однако за работу он получил £300 (£1800 по курсу 2009 года). Снова в сведении пластинки поучаствовал Дик Пэрри (англ. Dick Parry), исполнив саксофонную партию в «Shine On You Crazy Diamond». Первые секунды песни «Wish You Were Here» записывались с помощью автомобильного радиоприёмника Гилмора, имитировалась настройка на нужную волну (при этом в начале песни некоторое время слышно как играет финал Четвёртой симфонии Чайковского).

### Вокал
Из-за того, что работа над альбомом дважды прерывалась концертными турами по США, и финальные сессии производились после выступления на фестивале в Небворте, у Уотерса в самый последний момент возникли серьёзные проблемы с голосом. Изо всех сил он пытался записать вокал для песни «Have a Cigar», но голосовые связки были полностью истощены после сведения «Shine On», и в ходе множественных попыток у него никак не получалось взять требуемый диапазон. Тогда исполнить песню попросили Гилмора, но тот наотрез отказался петь такой «выражающий недовольство» текст. В итоге на замену был приглашён друг и коллега Pink Floyd Рой Харпер, чей имидж хиппи и малые тиражи пластинок показались музыкантам наиболее подходящими для критики «всепоглощающей рок-машины». Харпер в это время как раз записывался в соседнем помещении студии Эбби Роуд и без вопросов согласился, тем более что до этого Гилмор уже помогал ему в записи нескольких гитарных партий для альбома H.Q. Уотерс впоследствии пожалел о решении задействовать стороннего певца, сказав, что песню ему следовало исполнить самому. Из приглашённых музыкантов на студию также была вызвана группа бэк-вокалисток The Blackberries — Винетта Филдс (англ. Venetta Fields) и Карлина Уильямс (англ. Carlena Williams) приняли участие в записи некоторых фрагментов «Shine On».

## Иллюстрации обложек
Wish You Were Here поставлялся на прилавки в довольно интересной упаковке, специально разработанной дизайнерской студией Hipgnosis. Сторм Торгерсон, основатель и директор этой студии, сопровождал Pink Floyd в ходе концертного тура 1974 года и довольно серьёзно подошёл к осмыслению нового материала, решив в итоге, что главная тема песен состоит скорее в «отсутствии» Барретта, нежели в его психическом нездоровье. Эта идея родилась в ходе долгого коллективного обсуждения непосредственно с самими участниками группы. В Америке Сторм заметил, что в музыкальных магазинах копии диска Roxy Music Country Life продавались закрытыми в непрозрачный зелёный целлофан, чтобы скрыть от глаз подростков фотографию украшавших его двух моделей с открытой грудью. Это натолкнуло Торгерсона на мысль поместить визуальное решение Wish You Were Here в схожую чёрную или синюю оболочку так, что сама обложка будет «отсутствовать». Таким образом, можно добиться эффекта двух обложек: одна для публики и одна — для торговли.
Для передачи смысла песен «Welcome to the Machine» и «Have a Cigar» дизайнером Джорджем Харди (англ. George Hardie) был разработан стикер с изображением двух механических рук, слившихся в рукопожатии на фоне четырёх стихий: огня, воды, земли и воздуха. Стикер должен был быть наклеен на чёрную оболочку, и уже под ней содержалась сама обложка, в которой лежала пластинка. На главной обложке был изображён бизнесмен, пожимающий руку своего горящего двойника (или другого бизнесмена). Эта сцена по мнению авторов должна символизировать то обстоятельство, что люди из-за боязни «сгореть» часто стараются скрыть свои истинные чувства. Понятие «сгореть» (англ. get burned) на сленге музыкального бизнеса также часто применяется к артистам, обманутым с выплатой авторских гонораров. Для воплощения этой сцены были приглашены два профессиональных каскадёра Ронни Ронделл (англ. Ronnie Rondell) и Дэнни Роджерс (англ. Danny Rogers), один из которых надел пиджак с брюками поверх огнеупорного костюма. Его голова была защищена специальным капюшоном, а поджигался надетый сверху легковоспламеняющийся парик. Снимок был сделан на территории киностудии Warner Brothers в Лос-Анджелесе. При постановке ветер сначала дул не в том направлении, и языки пламени попадали прямо Ронделлу в лицо, обжигая усы каскадёра — тогда было принято решение поменять бизнесменов местами и сделать снимок так, а уже потом получившуюся фотографию отобразить зеркально.
Фотография с бизнесменами отражала одну из стихий — огонь. На обратной стороне альбома были изображены пустыня и безликий коммивояжёр, по словам Торгерсона «продающий свою душу». У человека отсутствовали голени и запястья, по мнению автора это обстоятельство должно было показать, что на фото вовсе не человек, а пустой костюм. Изображение символизировало бездушных продюсеров музыкальной индустрии и отражало стихию земли (снимок был сделан среди пустыни Юма в Калифорнии). На развороте присутствовали фотографии красной вуали (и еле заметный женский силуэт под ней), поднятой в воздух ветром (графство Норфолк), и ныряльщика, погружающегося в воду без брызг (озеро Моно). Фотографии отражали стихии воздуха и воды соответственно, в определённой мере поддерживая общую атмосферу «отсутствия».
Директорам Columbia Records не понравилась идея о чёрной оболочке, они настояли, чтобы в Соединённых Штатах альбом продавался в тёмно-синей упаковке. Руководство EMI было менее требовательным к внешнему виду пластинки, поэтому для распространения на территории Великобритании цвет был оставлен прежним. Сами участники группы были весьма довольны получившимся визуальным исполнением альбома, во время презентации представленный образец диска вызвал целую волну аплодисментов. Кроме того, в США был изменён дизайн обложки: если в английском варианте горящий человек наклонялся вперед в рукопожатии, то в американской версии он отклонялся назад.

## Релиз и критика
Многие из песен Wish You Were Here были представлены общественности 5 июля 1975 года на музыкальном фестивале, проходящем в городе Небворт (графство Хартфордшир). Концерт был испорчен рядом непредвиденных обстоятельств и в целом прошёл неудачно. Довольно неприятный инцидент произошёл с Роем Харпером, который в припадке ярости разбил стёкла одного из фургонов Pink Floyd из-за того, что кто-то украл его сценический костюм. Перед началом выступления над полем со зрителями должны были пролететь два самолёта Спитфайр времён Второй мировой войны, но из-за плохой связи самолёты вылетели слишком рано, и музыканты, не успев должным образом настроить оборудование, вынуждены были начать играть раньше времени. В ходе концерта возникли серьёзные проблемы с электроснабжением, из-за чего клавиши Райта звучали совсем не так, как должны были (при малейшем увеличении громкости они начинали сильно фальшивить, не попадая в тон). В конце концов раздосадованный музыкант покинул сцену, но через некоторое время вернулся с менее чувствительным инструментом, чтобы принять участие в исполнении песен из альбома The Dark Side of the Moon. Ко всему прочему, музыкальных критиков, присутствовавших на фестивале, не пустили за кулисы, поэтому первые очерки о новом материале группы носили отрицательный характер.
Официальный релиз альбома состоялся в Великобритании 12 сентября 1975 года и днём позднее в США. В первую неделю после издания в Соединённом Королевстве было продано 250 тыс. копий пластинки и достигнута первая позиция в чарте, из-за такой неожиданной популярности первой партии альбомов оказалось недостаточно (компания EMI смогла удовлетворить спрос среди желающих приобрести альбом лишь на 50 %). В отношении американского издания поступило около 900 тыс. заказов (самый успешный релиз Columbia Records), благодаря чему уже на второй неделе альбом добрался до первой строчки в ранжировании Billboard 200. Вплоть до 1991 года Wish You Were Here оставался самым продаваемым альбомом Pink Floyd, однако авторитетные музыкальные издания высказывались о нём неоднозначно:

Песня «Shine On You Crazy Diamond» определённо заслуживает внимания, так как затрагивает тему личности Сида Барретта, давно и, наверно, навсегда потерявшего путеводный свет первозданного Флойда. Но потенциал этой идеи не реализован; они описали эту проблему настолько банально, что точно так же они могли бы спеть о шурине Роджера Уотерса, который получил штрафной талон за нарушение правил парковки. Этот вялый излишний сентиментализм вкупе с остальным заставляет, в числе прочего, обратиться к переоценке их отношений со всеми этими постоянно нарождающимися наркоманскими оркестрами. Единственное, что подкупает в этих группах, с этой их нелепой какофоничностью, — так только лишь искренняя страсть к своему «творчеству». Но ведь страсть — это всё, чего Пинк Флойд лишён.
Оригинальный текст (англ.)Shine on You Crazy Diamond is initially credible because it purports to confront the subject of Syd Barrett, the long and probably forever lost guiding light of the original Floyd. But the potential of the idea goes unrealized; they give such a matter-of-fact reading of the goddamn thing that they might as well be singing about Roger Waters’s brother-in-law getting a parking ticket. This lackadaisical demeanor forces, among other things, a reevaluation of their relationship to all the space cadet orchestras they unconsciously sired. The one thing those bands have going for them, in their cacophonously inept way, is a sincere passion for their «art». And passion is everything of which Pink Floyd is devoid.
— Бен Эдмундс, Rolling Stone
Роберт Кристгау был настроен более позитивно, написав что «… эта музыка, где синтезатор используется лишь в качестве фактуры, а гитарные проигрыши исполняют роль дополнительных комментариев, является не просто искренней и притягательной, она также имеет полное право называться симфонической; в отличие от альбома The Dark Side of the Moon, в котором этот эффект выглядел явно искусственным» (англ. ... the music is not only simple and attractive, with the synthesizer used mostly for texture and the guitar breaks for comment, but it actually achieves some of the symphonic dignity that The Dark Side of the Moon simulated so ponderously). Обзор еженедельника Melody Maker тем не менее оказался третирующим: «С какой стороны не подойди, Wish You Were Here со своей гипертрофированной искренностью в любом случае звучит неубедительно, демонстрирует крайнюю недостаточность фантазии по всем направлениям» (англ. From whichever direction one approaches Wish You Were Here, it still sounds unconvincing in its ponderous sincerity and displays a critical lack of imagination in all departments).
В 2003 году журналом Rolling Stone альбом был включён в список пятисот лучших и поставлен на 209-ю строчку. По итогам голосования, проводимого среди читателей британского журнала Q, в 1998 году Wish You Were Here оказался 34-м среди величайших альбомов всех времён. В 2000 году тем же журналом пластинка была помещена на 43-ю позицию в списке всех когда-либо издававшихся альбомов Великобритании. В 2004 году альбом занял 36-е место в хит-параде интернет-портала Pitchfork Media, в который вошли сто лучших альбомов 1970-х годов. В 2007 году одна из крупнейших немецких радиостанций, WDR 2, попросила своих слушателей составить список двухсот лучших альбомов всех времён, по окончании голосования Wish You Were Here занял позицию № 1. Альбом занял 4 место в списке «Топ-25 лучших альбомов прогрессивного рока по версии веб-сайта Progarchives» и 8 место в списке «25 лучших классических альбомов прогрессивного рока» по версии PopMatters. Также альбом занял 4 место в списке «50 величайших прог-рок-альбомов всех времён» журнала Rolling Stone.

### Статистика по продажам
| Год  | Страна         | Позиция | Пребывание в чарте | Комментарий                          | Источник(и)   |
| ---- | -------------- | ------- | ------------------ | ------------------------------------ | ------------- |
| 1975 | Австрия        | 2       | 16 недель          |                                      | [ 59 ]        |
| 1975 | Великобритания | 1       | 90 недель          | Harvest SHVL 814                     | [ 44 ] [ 60 ] |
| 1975 | Италия         | 13      | 4 недели           |                                      | [ 61 ]        |
| 1975 | Новая Зеландия | 1       | 67 недель          | EMI 5111062 / EAN 5099951110628      | [ 62 ]        |
| 1975 | Норвегия       | 2       | 27 недель          |                                      | [ 63 ]        |
| 1975 | США            | 1       | 37 недель          | Columbia PC 33453                    | [ 44 ] [ 64 ] |
| 1975 | Швеция         | 14      | 4 недели           | Harvest 062-96918, 1C 918 064-96 918 | [ 65 ]        |

В первую же неделю после релиза пластинка стала золотой в Великобритании (более 100 тыс. проданных копий), а к 17 сентября и в США (более 500 тыс.). К 16 мая 1997 года альбом уже шесть раз становился платиновым в США (то есть было продано более 6 млн экземпляров), а в 2004 году мировые продажи составили около 13 млн копий.
Годовые чарты:
| Год  | Чарт                         | Позиция |
| ---- | ---------------------------- | ------- |
| 1975 | Канада (RPM Year-End)        | 71      |
| 1976 | Великобритания (Gallup Poll) | 47      |

### Мнения участников группы
Несмотря на проблемы во время записи, Ричард Райт считал эту пластинку своей любимой: «Этот альбом я слушаю ради собственного удовольствия, и подобное я могу сказать далеко не о каждом альбоме Флойд» (англ. It’s an album I can listen to for pleasure, and there aren’t many Floyd albums that I can). Дэвид Гилмор выражал то же мнение: «Если выбирать какой-то один любимый альбом, то это Wish You Were Here. В конечном итоге — после всей этой работы, что бы о ней ни говорили, — со мной остался такой альбом, с которым я могу жить очень-очень радостно. Мне он очень нравится» (англ. I for one would have to say that it is my favourite album, the Wish You Were Here album. The end result of all that, whatever it was, definitely has left me an album I can live with very very happily. I like it very much).

## Переиздания и ремастеринг
Альбом первоначально был издан в 1975 году компаниями Harvest Records в Великобритании и Columbia Records в США, но позднее несколько раз переиздавался. Уже в следующем году состоялся релиз в квадрафоническом формате (EMI Harvest Q4 SHVL 814, Columbia PCQ 33453), а в 1980 году альбом появился в Соединённом Королевстве с более высоким качеством, полученным с помощью использования технологии Hi-Fi Today (EMI Harvest SHVL 814). В 1983 году состоялся американский релиз на CD (Columbia CK 33453) и в 1985 году британский (EMI CDP 7460352), при этом в 1994 году те же самые диски вышли с обновлённым оформлением обложки (EMI CD EMD 1062). Альбом был включён в комплект из девяти дисков компиляции Shine On 1994 года, а пятью годами позднее компанией Columbia Records было произведено переиздание, в которое были добавлены 17 дополнительных секунд, то есть общая продолжительность увеличилась до 44:28. В 2000 году, в честь 25-летнего юбилея альбома, он ещё раз был переиздан на CD лейблом Capitol Records в США и Европе (Capitol 72438297502). Кроме изменения буклета, обновлённая версия не содержала никаких новшеств.

## Список композиций
Все тексты написаны Роджером Уотерсом.
| №  | Название                                                                        | Музыка               | Ведущий вокал | Длительность |
| -- | ------------------------------------------------------------------------------- | -------------------- | ------------- | ------------ |
| 1. | «Shine On You Crazy Diamond (Parts I-V)» (Сияй, безумный бриллиант — Части I-V) | Гилмор, Уотерс, Райт | Уотерс        | 13:30        |
| 2. | «Welcome to the Machine» (Добро пожаловать в Машину)                            | Уотерс               | Гилмор        | 7:31         |

| №  | Название                                                                            | Музыка                                       | Ведущий вокал | Длительность |
| -- | ----------------------------------------------------------------------------------- | -------------------------------------------- | ------------- | ------------ |
| 1. | «Have a Cigar» (Не желаете сигару?)                                                 | Уотерс                                       | Харпер        | 5:08         |
| 2. | «Wish You Were Here» (Жаль, что ты не здесь)                                        | Гилмор, Уотерс                               | Гилмор        | 5:40         |
| 3. | «Shine On You Crazy Diamond (Parts VI-IX)» (Сияй, безумный бриллиант — Части VI-IX) | Гилмор, Уотерс, Райт (кроме части IX (Райт)) | Уотерс        | 12:31        |

## Участники записи
| Pink Floyd - Дэвид Гилмор — вокал, гитара, слайд-гитара EMS Synthi AKS, клавишные, нестандартные эффекты - Роджер Уотерс — вокал, бас-гитара, гитара, EMS VCS 3, нестандартные эффекты - Ричард Райт — клавишные, EMS VCS 3, клавинет, бэк-вокал - Ник Мэйсон — ударные, нестандартные эффекты Приглашённые музыканты - Дик Пэрри — саксофон на «Shine On You Crazy Diamond»; - Рой Харпер — вокал на «Have a Cigar»; - Винетта Филдс, Карлина Уильямс — бэк-вокал. | Производство - Брайан Хамфрис — звукорежиссёр; - Питер Джеймс — помощник звукорежиссёра; - Фил Тейлор — дополнительный фотомонтаж; - Hipgnosis — дизайн, фотографии; - Питер Кристоферсон, Джефф Смит, Говард Бэртроп и Ричард Мэннинг — помощники; - Джордж Харди — графика; - Джил Фурмановски — дополнительный фотомонтаж; - Джеймс Гатри — продюсер ремастеринга; - Даг Сакс — ремастеринг. |

## Комментарии
1. ↑  В названии альбома и в тексте одноимённой песни нет указания на пол (а также на число лиц, если не считать фразы «We’re just two lost souls», которую можно отнести как к числу говорящих, так и к числу оговариваемых), поэтому данную фразу можно также перевести как «Хочется, чтобы ты был(а) здесь», или «Были бы вы на нашем месте!». Шаблонный русский перевод предполагает перевод идиомы «Wish you were …», как «жаль, что ты (вы) не …», соответственно, перевод названия должен звучать как «Жаль, что ты (вы) не здесь».
2. ↑  Две первые песни впоследствии были переименованы в соответственно «Sheep» и «Dogs», их релиз состоялся в альбоме Animals.
3. ↑  Дело в том, что долгое время после создания группы многие люди думали, что «Пинк Флойд» — это псевдоним одного из музыкантов. Поэтому участникам группы часто приходилось отвечать на уточняющий вопрос, рассказывать о том, что на самом деле нет никакого Пинка.
4. ↑  По поводу точной даты появления Барретта и празднования свадьбы Гилмора есть разногласия. Марк Блэйк в свой книге 2008 года пишет, что свадьба Гилмора состоялась 7 июля, и Барретт пришёл на студию Эбби Роуд именно в этот день. Однако все остальные источники сходятся на дате 5 июля.
5. ↑  Первоначальный вариант не понравился Нику Мэйсону, поэтому он призвал остальных членов группы немного его изменить.
6. ↑  В 1974 году планировалось выпустить эти записи в виде одноимённого альбома, однако впоследствии музыканты отказались от этой идеи, оставив материал неизданным.
7. ↑  По мнению Николаса Шаффнера стихии были выбраны в соответствии со знаками зодиака участников группы. Лев Ричарда Райта относится к стихии огня, водолей Ника Мэйсона — знак воздуха, рыбы Дэвида Гилмора — воды, дева Роджера Уотерса — земли.